# بيكا كورهونين (أستاذ جامعي)
بيكا كورهونين (بالفنلندية: Pekka Korhonen)‏ هو أستاذ جامعي فنلندي، ولد في 21 أغسطس 1955.